# Павловка (Локтевский район)
Павловка — село в Локтевском районе Алтайского края России. Входит в состав Александровского сельсовета.

## География
Расположен на юге края, менее чем в 30 км от границы с Казахстаном, на мелкосопочной равнине у впадения в реку Алей её притока - р. Дальняя Щелчиха, напротив центра поселения  - села Александровка.
Климат
резко континентальный. Средняя температура января −17,2°С, июля +20,2°С. Годовое количество атмосферных осадков 365 мм.

## История
Основано в 1907 году.
В 1928 г. посёлок Павловский состоял из 59 хозяйств. В административном отношении входил в состав Гилевского сельсовета Змеиногорского района Рубцовского округа Сибирского края.

## Население
| 1926 | 1997 | 1998 | 1999 | 2000 | 2001 | 2002 | 2003 | 2004 |
| ---- | ---- | ---- | ---- | ---- | ---- | ---- | ---- | ---- |
| 315  | ↘218 | ↘211 | ↗228 | ↘219 | ↗221 | ↘216 | ↗223 | ↘206 |
| 2005 | 2006 | 2007 | 2008 | 2009 | 2010 | 2011 | 2012 | 2013 |
| ↘182 | ↗189 | ↘166 | ↗183 | ↘171 | ↘153 | ↗154 | ↘148 | ↘141 |

национальный состав
В 1928 г. основное население - русские. 
Согласно результатам переписи 2002 года, в национальной структуре населения русские составляли 97 % от 224 жителей.

## Инфраструктура
Основа экономики - сельское хозяйство. 
В соседнем селе находится Александровская средняя общеобразовательная школа.  

## Транспорт
Село доступно по дороге общего пользования межмуниципального значения «Кировский - Александровка - Павловка» (идентификационный номер 01 ОП МЗ 01Н-2602) протяженностью 30,100.